# Liste von Tubisten
Dies ist eine alphabetisch sortierte Liste von Tuba- und Euphoniumspielern sowie -ensembles.

## Tuba

### A
- Stefan Ambrosius (* 1976), Bayerische Staatsoper, German Brass
- Kenneth Amis (* 1970), Blechbläserquintett Empire Brass
- Bernd Angerhöfer (* 1964), Leipziger Blechbläsersolisten, MDR-Sinfonieorchester Leipzig

### B
- Øystein Baadsvik (* 1966), Norrköping Symphonie Orchestra, Solo
- Johannes Bär (* 1983), Holstuonarmusigbigbandclub, VOXXclub, Matthias Schriefl, David Helbock
- Dave Bargeron (1942–2025), Blood, Sweat & Tears, Gravity, Tuba Tuba, George Gruntz Concert Jazz Band, Solo
- Roger Bobo (1938–2023), u. a. Rochester Philharmonic Orchestra, Royal Concertgebouw Orchestra, Los Angeles Philharmonic, Solist und Lehrer für Tuba
- Wilfried Brandstötter (* 1970), Mnozil Brass
- Pete Briggs (* 1904; † unbek.), Hot Seven m. Louis Armstrong, Carroll Dickerson, Jimmie Noone, Eddy Hayes, Jelly Roll Morton, Herman Autrey
- Otto Brucks (1858–1914), „Contra-Bass-Bläser“ im Festspielorchester von Bayreuth, später Opernsänger
- John Buckingham (≈1940–2017), sowohl Jazz als auch klassische Musik
- Gérard Buquet (* 1954), Ensemble Intercontemporain, Solo

### D
- Charles Daellenbach (* 1945), Canadian Brass
- Joe Daley (1949–2025)[1]
- Berlinde Deman (* 1982) (auch Serpent und Euphonium)
- Ray Draper (1940–1982, Ray Draper Quintet, Gravity)
- Barbara Dreiwitz (* ≈1940) (Harlem Blues and Jazz Band, Woody Allen)
- Hans Duss (* 1963), (Luzerner Sinfonieorchester, Philharmonic Brass Luzern)

### E
- Michael Engl (* ≈1982), Rheinische Philharmonie, Unterbiberger Hofmusik

### F
- Larry Fishkind (* um 1945), Jazz- und Improvisationsmusik, u. a. European Tuba Quartet
- John Fletcher (1941–1987), BBC Symphony Orchestra, London Symphony Orchestra, Philip Jones Brass Ensemble
- Heinz Forker (1912–1980), Sächsische Staatskapelle Dresden

### G
- David Gilson (* 1953), Dortmunder Opernorchester, Deutsche Bläserphilharmonie
- Michel Godard (* 1960), Philharmonisches Orchester Radio France, Orchestre National de Jazz u. a.; auch Serpent
- James Gourlay (* 1954), BBC Symphony Orchestra
- Wolfgang Grünbauer (* 1965), Luftwaffenmusikkorps 1, Blasorchester Wolfgang Grünbauer

### H
- Manfred Häberlein (* 1967), Tubist bei Harmonic Brass
- Lars Andreas Haug (* 1975), Jazz-Tubist, auch Tubmarine
- Didier Havet (* 1964), Jazz-Tubist, auch Bassposaune
- Robin Hayward (* 1969), Tubist, Kammerensemble Neue Musik Berlin, Zinc & Copper u. a.
- Ole Heiland (* 1997), Tubist, hr-Jazzensemble
- Daniel Herskedal (* 1982), Jazz-Tubist
- Walter Hilgers (* 1959), Tritonus Wimares, Hochschullehrer (Hochschule für Musik Franz Liszt Weimar)
- Dirk Hirthe (* 1984), Badische Staatskapelle Karlsruhe, Professor HfM Karlsruhe
- Markus Hötzel (* 1971), Bamberger Symphoniker, RSO Stuttgart, RSO Saarbrücken, Staatskapelle Dresden, NDR Sinfonieorchester, Solo
- Andreas Martin Hofmeir (* 1978), LaBrassBanda
- Carl Ludwig Hübsch (* 1966), Tubist (Jazz und Improvisationsmusik), Primordial Soup, Multiple Joy(ce) Orchestra u. a.
- Getty H. Huffine (1889–1947), Tubist

### J
- Arnold Jacobs (1915–1998), Philadelphia Symphony, Chicago Symphony Orchestra
- Allan Jaffe (1935–1987), Jazzmusiker, u. a. Preservation Hall Band, Olympia Brass Band
- Howard Johnson (1941–2021), Jazz-Musiker, u. a. George Gruntz, Peter Herbolzheimer, NDR-Big-Band, Miles Davies, Barbara Dennerlein
- Kirk Joseph (* 1961), US-amerikanischer Pionier des modernen Sousaphonspiels

### L
- Peter Laib (* 1984), Ernst Hutter und Die Egerländer Musikanten, Moop Mama
- Johannes Lipp (* 1979), Deutsches Symphonie-Orchester Berlin

### M
- Chiaki Mawatari (* 1967), japanischer Musiker
- Heida Mobeck (* 1987), norwegische Jazz und Improvisationsmusikerin
- Pinguin Moschner (* 1956), deutscher Tubist des Creative Jazz

### N
- Eli Newberger (1940–2024), US-amerikanischer Kinderarzt und Dixieland-Musiker

### O
- Mauro Ottolini (* 1972), italienischer Jazzmusiker

### P
- Harvey Phillips (1929–2010), Gründungsmitglied des New York Brass Quintet, auch im Jazzbereich, Hochschullehrer an der University of Indiana und Begründer des Octubafest
- Sam Pilafian (1949–2019), Gründungsmitglied des Empire Brass Quartet, auch im Jazzbereich
- Alexander von Puttkamer (* 1973), NDR Sinfonieorchester, Bayerisches Staatsorchester, Bayreuther Festspiele, Symphonieorchester des Bayerischen Rundfunks, Berliner Philharmoniker, German Brass

### S
- Jon Sass (* 1961), Tubist, Hans Theessink, Vienna Art Orchestra, Heavy Tuba, Art of Brass Vienna
- Jörg-Michael Schlegel (* 1972), Tubist und Kirchenmusiker, Landesposaunenwart[2] der Sächsischen Posaunenmission
- Jan Schreiner (* 1984), Jazz-Tubist und Bassposaunist
- Stephan Schulze (* ≈1970), Jazz-Tubist und Posaunist, Talking Horns
- Peder Simonsen (* 1987), Jazz-Tubist und Improvisationsmusiker
- Marc Steckar (1935–2015), Jazz-Tubist und Posaunist, Steckar Tubapack
- Josef Steinböck (* 1967), Mozarteum Salzburg, Hochschullehrer
- Bob Stewart (* 1945), Jazz-Tubist, Charles Mingus, Carla Bley, Gill Evans, Lester Bowie, Sam Rivers

### T
- Martin Taxt (* 1981), Jazz-Tubist und Improvisationsmusiker
- Markus Theinert (* 1964), Tubist und Dirigent, Mannheimer Bläserphilharmonie Kohle
- François Thuillier (* 1967), Jazz-Tubist[3]
- Stefan Tischler (* 1975), Symphonieorchester des Bayerischen Rundfunks[4]
- Heiko Triebener (* 1964), Bamberger Symphoniker, Melton Tuba Quartett

### U
- Dietrich Unkrodt (1934–2006), Meininger Theater, Komische Oper Berlin, Hochschullehrer

### W
- Elmar Walter (* 1979), Luftwaffenmusikkorps 1, Gebirgsmusikkorps, Münchner Salettlmusi
- Albert Wieder (* 1981), da Blechhauf’n, Wiener Staatsoper
- Christoph Wundrak (* 1958), Smart Metal Hornets

### Y
- James Young (1933–2017), schottischer Sousaphonist

## Euphonium

### A
- Irineu de Almeida (1873–1916), brasilianischer Komponist und Euphonist

### B
- Roger Behrend, Solist der U.S. Navy Band[5] und Professor für Euphonium an der George Mason University[6]
- Olaf Biermann (* 1972), Euphonist und Posaunist, 1. Euphonium der Brass Band Westfalen und der Westfälischen Bläserphilharmonie Westfalen Winds. 1. Posaune beim Orchesterverein Hilgen und dem Symphonischen Blasorchester Witten. Mitglied des Remscheider Blechbläser Quintett.
- Brian Bowman, Solist der U.S. Navy Band (1971–1975); inzwischen Professor für Euphonium an der University von North Texas, Co-Autor der Arban’s Method for Trombone and Euphonium.[7]
- Harold Brasch (1916–1984), Solist der United States Navy Band (1936–1956); bekannt als Mr. Euphonium. Lehrer von „Art“ Lehman und vielen anderen.

### C
- David Chaulk[8]
- David Childs (* 1981), britischer Euphonist, Sohn von Robert Childs, Solist und 1. Euphonist der Cory Band
- Nicholas Childs, Solist und Leiter der Black Dyke Band in England[9]
- Robert Childs, Bruder von Nicholas Childs, Solist der Black Dyke Band; inzwischen Leiter der Brass Bands der Royal Welsh College of Music and Drama, Leiter der Cory Band[10]
- Theon Cross (* 1993), Jazztubist

### D
- Joseph De Luca, Euphonium-Solist der Sousa-Band sowie Komponist (Beautiful Colorado)
- Michael Dodd, 1. Euphonist der Grimethorpe Colliery Band, bekannt durch den Film Brassed Off; Euphoniumlehrer an der University of Leeds.[11]
- George Doughty (* 1918), englischer Komponist und Euphonist

### E
- Matthew van Emmerik, Solist und Dirigent.[12]

### F
- Adam Frey, Euphoniumsolist und Professor für Euphonium an der Georgia State University, Gründer der International Euphonium Institute (IEI), über 70 Arrangements und Auftragsarbeiten für Euphonium. Co-Autor des Euphonium Source Book.
- Roland Fröscher (* 1977), Les Tubadours, Brass Band Berner Oberland, Hochschullehrer

### H
- Thom Humphrey; Yamaha Artist Soloist und Komponist
- Angie Hunter (* 1962 in Greenwich, Ohio, USA); 1986 Gewinnerin der Leonard Falcone International Euphonium/Tuba Competition[13], 1989 Musiklehrerin an der Bibelschule Bergstraße in Königsfeld/Schwarzwald[14], 2009 Leiterin des Vereins „eurobrass – Musik, die weiterträgt“[15]

### J
- David Jackson, 1. Euphonist der Mississauga Temple Band
- James E. Jackson III, Solist der U.S. Coast Guard Band und Gründer der Euphoniumklasse der Hartt School of Music und Professor der University of Connecticut. Gewinner des International T.U.B.A. conference Tuba-Euphonium Quartet Wettbewerb (1995) und Gewinner des Leonard Falcone International Solo Euphonium Competition (1994).[16]

### K
- Derick Kane, 1. Euphonist der International Staff Band of The Salvation Army[17]
- Jutta Keeß (* 1987)
- Ueli Kipfer[18]

### L
- Benjamin Lavoie, 1. Euphonist der Harmonie Vivace
- Arthur W. Lehman (1917–2009), Euphoniumsolist (United States Marine Band), bekannter Autor.[19]

### M
- Riki McDonnell[20]
- Steven Mead (* 1962), britischer Solist und Professor der Royal Northern College of Music
- Curtis Metcalf, 1. Euphonist der Hannaford Street Silver Band[21]
- Robert Miller, 1. Euphonist der Weston Silver Band und Lehrbeauftragter an der Universität von Toronto[22]
- Toru Miura, Solist und Professor für Euphonium an der Kunitachi College of Music[23]
- James Morrison (* 1962)
- Pinguin Moschner (* 1956), deutscher Euphonium-Spieler des Creative Jazz

### O
- Mauro Ottolini (* 1972), italienischer Jazzmusiker

### P
- Georg Pranger, Solist und Dozent für Euphonium am Mozarteum Salzburg[24]

### R
- Thomas Rüedi, Solist, Arrangeur und Dozent für Euphonium an der Hochschule der Künste Bern und Musikhochschule Luzern[25]

### T
- David Thornton, 1. Euphonist der Black Dyke Band[26]
- Demondrae Thurman, Gründer des Tubaquaretts: Sotto Voce Tuba Quartet, Gewinner beider internationalen Tubaquartett Wettbewerbe 1998. Mittlerweile Lehrer der University of Alabama.[27]

### V
- Aaron VanderWeele Euphoniumspieler des Jahres 2007 (der 3. amerikanische Spieler, der diese Auszeichnung bekam). 1. Euphonist und Solist der Salvation Army’s New York Staff Band seit 1993.[28]

### W
- David Werden, Solist der U.S. Coast Guard Band, Gründer der Euphoniumklasse in der University of Connecticut, inzwischen Lehrer der University of Minnesota; erster Amerikaner, der die Auszeichnung Euphoniumspieler des Jahres bekam.[29]

### Z
- Kiane Zawadi (1932–2024), zunächst Bernard McKinney, US-amerikanischer Jazz-Posaunist und Euphonium-Spieler des Hardbop

## Tuba-Ensembles
- Melton Tuba Quartett
- Miraphone Tuba Quartett